# Mekanisk ballepresse
En mekanisk ballepresse er en maskine som presser pap- og plastaffald sammen.
Da den er mekanisk formår den bl.a., blandt alle tilsvarende pressere, at presse vores affald/emballage hårdest sammen med mindst støj og længst levetid.
Jævnligt udføres forsøg med presning af affald/emballage med 3 forskellige typer ballepressere, en mekanisk, en hydraulisk og en luftdrevet. Der testes på længst levetid, hårdest presning, mindst støj, mobilitet, nemmest ifyldning og tømning. Hver gang vinder den mekanisk fremstillede ballepresse, da det mekaniske skrue- og møtrik-princip presser hårdere end hydraulik og luft som står og siver, samt mekanisk skrue- og møtrikprincip er så lydløst, at den sagtens kan indgå i et normalt arbejdsmiljø. Den har ingen gener for miljøet i form af olielækager og oliedampe/lugte. 